# Mildred Pierce
Mildred Pierce (en Argentina: Abnegación de mujer o El suplicio de una madre; en España: Alma en suplicio) es una película de cine negro dirigida por Michael Curtiz y protagonizada por Joan Crawford junto a Jack Carson, Zachary Scott y Ann Blyth. La música estuvo a cargo del compositor Max Steiner.
Basada en la novela de 1941 de James M. Cain, este fue el primer papel protagónico de Crawford para Warner Bros., después de dejar Metro-Goldwyn-Mayer, y ganó el Premio Oscar a la Mejor Actriz. En 1996, la película fue considerada "cultural, histórica o estéticamente significativa" y seleccionada para su conservación en el Registro Nacional de Cine de la Biblioteca del Congreso de los Estados Unidos.

## Sinopsis
Basada en la novela homónima de James M. Cain, escrita en 1941, la historia de la película se desarrolla en la ciudad Los Ángeles en los años 1930.
Mildred Pierce (Joan Crawford) es una madre de clase media que intenta a cualquier precio subir en el escalafón social con su familia durante la Gran Depresión. Desesperada con su marido poco ambicioso, Bert, y preocupada por sus ganancias en descenso, se separa de él y sale con sus dos hijas, Veda (Ann Blyth) y Ray, a buscarse la vida. Tras mucho buscar, por fin encuentra un trabajo como camarera, aunque siente que no es acorde con su posición social (por lo menos la que ella desea), por lo que se lo esconde a su orgullosa hija Veda. Entre tanto, su exmarido le confiesa que la engañaba y su hija Ray muere de neumonía.
Su hija Veda está encantada con su nueva posición económica, lo que no le impide humillar a su madre cuando descubre que es camarera. Sin embargo, sigue demandando cada vez más dinero para llevar su tren de vida, así que Mildred se ve obligada a comprar (con un acuerdo flexible de plazos) un local cuyo propietario es Monty, un empobrecido noble de origen español que se enamora de Mildred (o eso parece). Con ayuda de un inmobiliario amigo, Wally Fay (Jack Carson), y de una amiga camarera de Mildred, el negocio es un éxito y su nivel de vida sube extraordinariamente. Poco después, sin embargo, su hija le confiesa que desprecia su trabajo y que Monty realmente la quiere a ella. Su madre la echa de su casa. Con el tiempo se casa con Monty y su vida parece ir viento en popa.
Mildred se decide a complacer a su hija en todo, costea su carrera como soprano y le organiza fiestas y cosas muy fastuosas y, cuando de repente las deudas han crecido y ella se encuentra en la encrucijada de perderlo todo, habla con su esposo Monty, quien le hace reflexionar que Veda tiene que ser parte de las deudas, porque ella tiene muy buenos ingresos. Cuando vuelve de la calle para hablar con Veda, la busca en su habitación y descubre que no está. Llama a su esposo y él está en una habitación del fondo; ella descubre que su hija está cometiendo adulterio con su esposo; ellos no se inmutan y le muestran desprecio. Su amor por su hija ha hecho que ella lo pierda todo, sacrificando incluso su propia felicidad.
Veda le pide a Monty que abandone a su madre y que se vaya con ella, pero él le dice que ella era solo un entretenimiento y, en un ataque de furia, lo mata. Veda pide ayuda a su madre, quien de nuevo antepone la felicidad de su hija a la suya propia, y engaña al bueno de Wally para que sea acusado del asesinato. Cuando la llaman a declarar, cuenta su historia en forma de flashback y, tras un buen rato, consiguen que confiese.
Ya liberada de su hija, su primer marido, Bert, a pesar de haberse casado con otra (con la que engañaba a Mildred y que fue la que se ocupó de Ray cuando murió de neumonía), viene a buscarla.

## Reparto

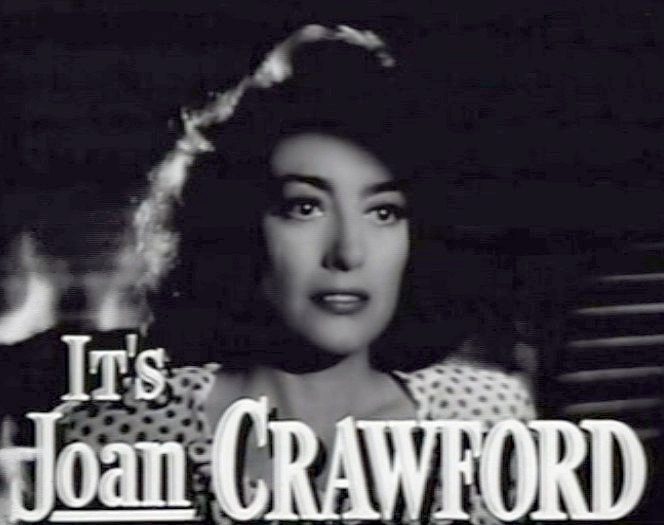
Joan Crawford (Mildred Pierce/Beragon) en el tráiler de la película.

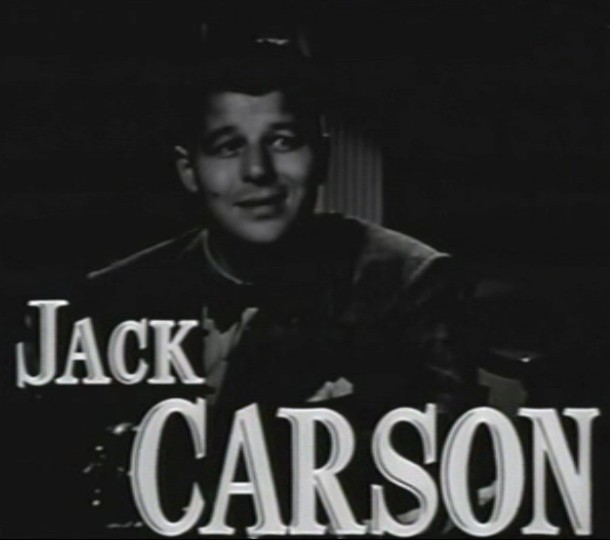
Jack Carson (Wally Fay) en el tráiler de la película.

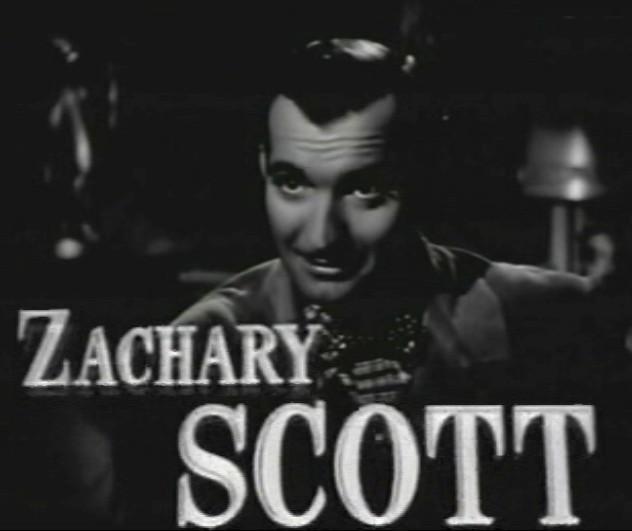
Zachary Scott (Monte Beragon) en el tráiler de la película.

- Joan Crawford, como Mildred Pierce Beragon
- Jack Carson, como Wally Fay
- Zachary Scott, como Monte Beragon
- Eve Arden, como Ida Corwin
- Ann Blyth, como Veda Pierce Forrester
- Bruce Bennett, como Albert "Bert" Pierce
- Butterfly McQueen, como Lottie
- Lee Patrick, como Mrs. Maggie Biederhof
- Moroni Olsen, como Inspector Peterson
- Veda Ann Borg, como Miriam Ellis
- Jo Ann Marlowe, como Kay Pierce
- Charles Trowbridge, como abogado (sin acreditar) James M. Cain

## Comparación con la novela
Aunque James M. Cain fue a menudo etiquetado como un "escritor de crímenes duros"; su novela Mildred Pierce (1941) fue principalmente una obra psicológica, con poca violencia. La adaptación, lanzada cuatro años después, fue diseñada como un thriller y se introdujo un asesinato en la trama. 
La novela tiene una duración de nueve años (de 1931 a 1940), mientras que la película se desarrolla desde 1939 hasta la década de 1940 y se extiende solo por cuatro años. Como consecuencia, sus personajes no envejecen. La apariencia física de Mildred no cambia, aunque su vestuario se vuelve más elegante a medida que crece su negocio. Veda tiene entre 13 y 17 años. Mildred es más un magnate de película; sus restaurantes son lugares glamorosos y es dueña de una cadena completa ("Mildred's"), en lugar de las tres de la novela. La malvada y mimada Veda, que es prodigiosamente talentosa y brillantemente tortuosa en la novela, es algo menos formidable en la película. Todas las referencias a la era de la Depresión y la Prohibición, que son importantes en la novela, están ausentes en el guion.
Se simplifica la trama y se reduce el número de personajes. La formación y el éxito de Veda como cantante (incluida su actuación en el Hollywood Bowl) se dejaron de lado en la película y sus profesores de música solo se mencionaron de pasada. Lucy Gessler, un personaje clave de la novela y buena amiga de Mildred, es eliminada. Ida, la jefa de Mildred en el restaurante donde trabaja como mesera, recibe gran parte de la personalidad sabia de Gessler.
Monte no muere en la novela y Veda nunca va a la cárcel. La parte del asesinato de la historia fue inventada por los cineastas porque el código de censura de esa época requería que los malhechores fueran castigados por sus fechorías. La miniserie de HBO de 2011 Mildred Pierce sigue la novela más fielmente a este respecto.

## Producción
El título provisional de Mildred Pierce fue House on the Sand; y el rodaje comenzó el 7 de diciembre de 1944. Ralph Bellamy, Donald Woods y George Coulouris fueron considerados para el papel de Bert, mientras que Bonita Granville, Virginia Weidler y Martha Vickers fueron consideradas para Veda. Escenas de la película se rodaron en Glendale, California, y Malibú, California. Se tuvo que pedir permiso de la Marina de los EE. UU. para disparar en Malibú debido a las restricciones en tiempo de guerra. 
En 1942, dos años antes, Joan Crawford había sido liberada de Metro-Goldwyn-Mayer por mutuo acuerdo. Crawford hizo campaña por el papel principal en Mildred Pierce, que la mayoría de las actrices principales no querían debido a la edad implícita como madre de una hija adolescente. Warner Bros. y el director Michael Curtiz originalmente querían que Bette Davis interpretara el papel principal, pero ella se negó. Curtiz no quería que Crawford interpretara el papel. Hizo campaña a favor de Barbara Stanwyck, que estaba trabajando en My Reputation (1946) en ese momento. Sin embargo, cuando se enteró de que Stanwyck no iba a ser elegida, intentó reclutar Olivia de Havilland o Joan Fontaine para interpretar a Mildred, aunque ambas tenían poco más de veinte años. Finalmente aprobó el casting de Crawford después de ver su prueba de pantalla. Aun así, el director y la estrella a menudo estaban en desacuerdo en el set, con el productor Jerry Wald actuando como pacificador.

## Recepción

### Taquilla
La película fue un éxito de taquilla. Según Warner Bros., ganó 3 483 000 dólares en el país y 2 155 000 dólares en el extranjero.

### Respuesta de la crítica

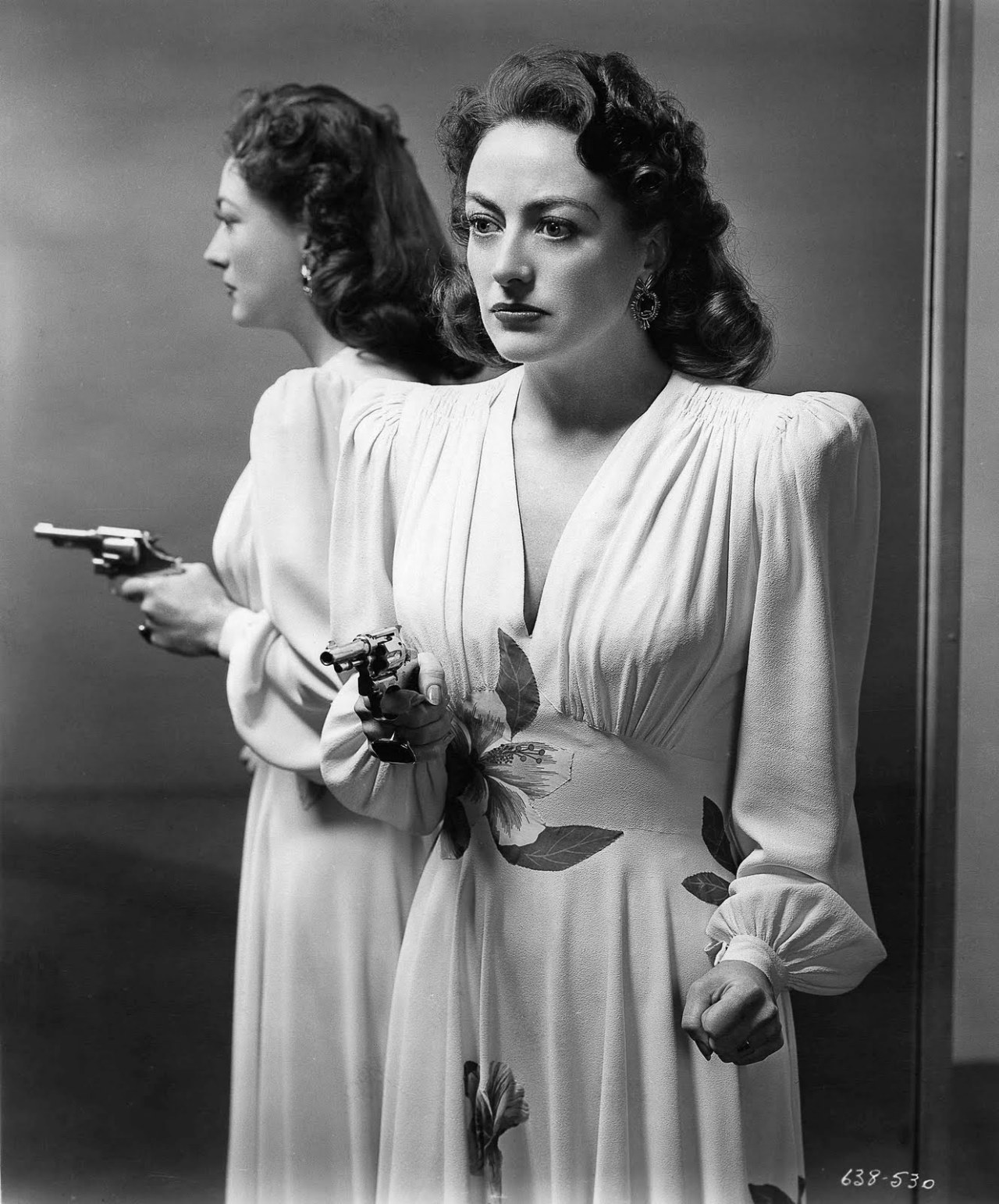
La interpretación de Joan Crawford obtuvo la aclamación generalizada de la crítica. Por lo que obtuvo su primer y único premio Óscar en 1946.

La actuación de Joan Crawford obtuvo una gran aceptación de la crítica.
Las críticas contemporáneas elogiaron la actuación de Crawford, pero tenían opiniones encontradas sobre otros aspectos de la película. Una reseña en The New York Times dijo que aunque Crawford dio "una caracterización sincera y generalmente efectiva", la película "carece de la fuerza impulsora de un drama estimulante" y "no parecía razonable que una persona sensata como Mildred Pierce, quien construye una cadena de restaurantes fabulosamente exitosa prácticamente sin nada, podría estar tan completamente dominada por una hija egoísta y codiciosa, que deletrea problemas con letras mayúsculas".
A William Brogdon, de Variety, le gustó la película, especialmente el guion, y escribió:

La primera lectura de la novela de James M. Cain del mismo título puede no sugerir material filtrable, pero el trabajo de limpieza ha dado como resultado un artículo de clase, producido por Jerry Wald y dirigido de manera reveladora por Michael Curtiz [...] Los dramas son pesados pero manejados tan hábilmente que nunca empalagan. Joan Crawford alcanza la cima de su carrera como actriz en esta película. Ann Blyth, como hija, obtiene una puntuación espectacular en su primera asignación de actuación genuina. Zachary Scott aprovecha al máximo su personaje como el tacón de Pasadena, una actuación talentosa.
Harrison's Reports escribió que Crawford hizo una "buena actuación", pero la historia "carece de convicción y las caracterizaciones principales están sobredibujadas. Por ejemplo, el odio de la hija por su madre no tiene una base lógica; por lo tanto, debilita la historia".
John McCarten, de The New Yorker, escribió:

Ciertamente, a pesar de su duración desmedida (lleva casi dos horas), 'Mildred Pierce' contiene suficiente entusiasmo para sacudir incluso al cliente más letárgico [...] es agradable informar de que la señorita Crawford ya no es tan frenética en apariencia como antes. A pesar de todo tipo de posibilidades de volverse loca, como madre de Caín, la señorita Crawford sigue siendo moderada y razonable, como la mayoría del resto de un elenco altamente competente.
El crítico Jeremiah Kipp (2005) le dio a la película una crítica mixta:

Mildred Pierce es una basura melodramática, construida como un caballo de guerra aristotélico confiable donde los personajes han plantado las semillas de su propia perdición en el primer acto, solo para tener revelaciones de dolor en el clímax. Dirigida por el favorito del estudio Michael Curtiz en modo expresionista alemán, que no va del todo con las playas y la luz del sol de California, pero establece el tono sombrío del cine negro nacional, y musicalizada por Max Steiner con una grandilocuencia sensacional que despierta incluso cuando no lo hace. A juego con el estado de ánimo más tranquilo y pensativo de las escenas individuales, 'Mildred Pierce' es ejecutada profesionalmente y se mueve a un ritmo rápido.

La historiadora June Sochen (1978) sostiene que la película se encuentra en la intersección de los géneros "melodrama" y "mujer independiente" de las décadas de 1930 y 1940. Acentúa los puntos en común de los dos: las mujeres deben ser sumisas, vivir a través de los demás y permanecer en el hogar. 
La película actualmente tiene una puntuación del 86 % en Rotten Tomatoes según 42 reseñas, con una calificación promedio de 7,98 / 10. El consenso crítico del sitio web dice: "Unidos por una actuación poderosa de Joan Crawford, 'Mildred Pierce' mezcla el film noir y el drama social con un efecto intoxicante".

## Premios
Premios Óscar
| Premio                  | Candidato         | Resultado |
| ----------------------- | ----------------- | --------- |
| Mejor película          | Jerry Wald        | Nominado  |
| Mejor guion adaptado    | Ranald MacDougall | Nominado  |
| Mejor actriz            | Joan Crawford     | Ganadora  |
| Mejor actriz de reparto | Eve Arden         | Nominada  |
| Mejor actriz de reparto | Ann Blyth         | Nominada  |
| Mejor fotografía        | Ernest Haller     | Nominado  |

National Board of Review
| Premio       | Candidato     | Resultado |
| ------------ | ------------- | --------- |
| Mejor Actriz | Joan Crawford | Ganadora  |

New York Film Critics Circle
| Premio       | Candidato     | Resultado |
| ------------ | ------------- | --------- |
| Mejor Actriz | Joan Crawford | Nominada  |

## En la cultura popular

### En películas
La película de 1981 Mommie Dehest menciona la prueba de pantalla que debe soportar Crawford (interpretada por Faye Dunaway), una escena de ensayo en su casa para la película, una representación de ella en casa durante la transmisión de radio de los Premios de la Academia que anuncia a los ganadores de 1945 y su discurso de aceptación afuera de su casa para un equipo de reporteros.

### En televisión
En 1976, el noveno episodio de la décima temporada de The Carol Burnett Show presentó un despegue de la película llamada "Mildred Fierce", con Carol Burnett como Mildred, Vicki Lawrence como Veda y Harvey Korman como Monte. 
En el tercer episodio de The Deuce, "El principio es todo", Darlene observa a Mildred Pierce con uno de sus clientes habituales.
En 2017, Feud mostró la famosa rivalidad de Crawford y la actriz Bette Davis (Susan Sarandon), en la que Jessica Lange interpreta a Joan. Se puede ver a Lange a lo largo de la serie en una variedad de flashbacks que representan los famosos papeles de Crawford. La parte de Mildred Pierce recrea la escena de las bofetadas entre Mildred y Veda.

### En música
La octava pista del álbum Goo de 1990 de la banda de rock alternativo Sonic Youth se titula "Mildred Pierce".

### Otros
El restaurante Mildred's Big City Food de Gainesville, Florida, lleva el nombre del personaje principal de la película.

## Televisión
La cadena de televisión estadounidense HBO ha producido, en 2011, una miniserie de cinco capítulos basada en la misma novela, y con Kate Winslet, Guy Pearce y Evan Rachel Wood representando los personajes principales.